# Zak Penn

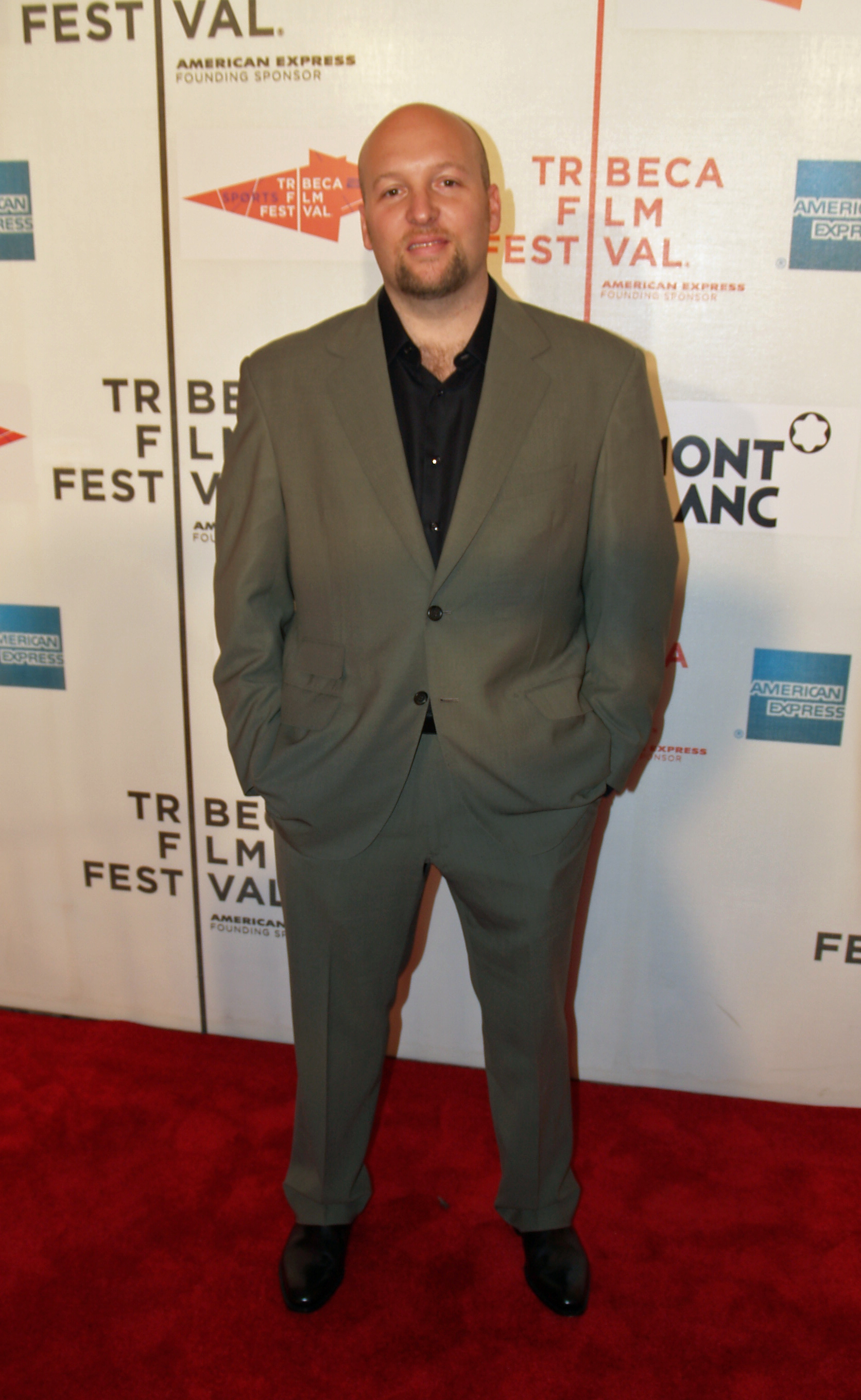
Zak Penn

Zak Penn (1968) is een scenarioschrijver en regisseur die het meest bekend is van zijn schrijf- en regiewerk aan de film Incident at Loch Ness en zijn schrijfwerk aan het script van de film X-Men: The Last Stand.
Penn studeerde af aan Wesleyan-university in 1990. In 1993 schreef hij het scenario voor de film Last Action Hero, waarvoor de film werd genomineerd voor een Razzie voor slechtste scenario. Daar moet wel bijgezegd worden dat het scenario gewijzigd werd door andere schrijvers voordat er een film van gemaakt werd. Nadat hij de scenario's schreef voor de films Inspector Gadget (1999) en Behind Enemy Lines (2001) schreef hij in 2003 mee aan de succesvolle film X2, waarna hij ook meeschreef aan het derde deel in 2006. In de toekomst zal hij aan nog enkele Marvelfilms meeschrijven, waaronder aan The Incredible Hulk (2008) en The Avengers. Tevens zal hij in 2007 het verhaal van de film The Grand schrijven, en in 2009 het scenario voor de verfilming van het videospel Spy Hunter schrijven.
Penn is jurylid van Filmaka, een wedstrijd voor korte films.